# ISO 3166-2:DJ

Mapa administrativa do Djibuti

ISO 3166-2:DJ é o subconjunto da Organização Internacional para Padronização, código de região sub-nacional padrão ISO 3166-2, que pertence a Djibuti. Os códigos definidos abrangem os nomes das principais subdivisões de todos os países codificados no ISO 3166-1.
Atualmente, o ISO 3166-2 define os códigos de 5 regiões e uma cidade djibutienses. A cidade de Djibuti, capital do país, possui o status especial de igualdade com as regiões do país.
Os códigos consistem em duas partes separados por hífen. A primeira parte é DJ, o código de Djibuti no ISO 3166-1 alfa-2, e a segunda parte é um código de dois dígitos. 

## Códigos atuais
Os nomes das subdivisões são listadas no ISO 3166-2 de acordo com padrão publicado pelo Maintenance Agency (ISO 3166/MA).
Os códigos ISO 639-1 são usados para representar os nomes de subdivisões nos seguintes idiomas administrativos:
- (fr): francês

- (ar): árabe

| Código | Nome da subdivisão (fr) | Nome da subdivisão (ar) | Categoria |
| ------ | ----------------------- | ----------------------- | --------- |
| DJ-AS  | Ali Sabieh              | 'Alī Şabīḩ              | região    |
| DJ-AR  | Arta                    | 'Artā                   | região    |
| DJ-DI  | Dikhil                  | Dikhīl                  | região    |
| DJ-OB  | Obock                   | Ūbūk                    | região    |
| DJ-TA  | Tadjourah               | Tājūrah                 | região    |
| DJ-DJ  | Djibuti                 | Jībūtī                  | cidade    |

## Alterações
As seguintes alterações foram anunciadas pela ISO 3166/MA em boletins desde a primeira publicação da ISO 3166-2, em 1998:
| Boletim informativo | Data do documento                    | Descrição de alteração                                                                                                   | Alterações no código de subdivisões |
| ------------------- | ------------------------------------ | --- | ----------------------------------- |
| Boletim I-7         | 13/09/2005                           | Alteração do termo genérico para as divisões administrativas. Inclusão da nova região "Arta". Nova lista e código-fonte. | Subdivisão adicionada: DJ-AR: Arta  |
| Boletim II-3        | 13/12/2011 (corrigido em 15/12/2011) | Ajustes na linguagem e atualização da lista de origem.                                                                   |                                     |